# Kiškilušša
Kiškilušša (hethitisch: URUki-iš-ki-lu-uš-ša) war eine hethitische  Stadt in Nordanatolien, die auch im Illuyanka-Mythos eine Rolle spielt.

## Überlieferung
In seinem Feldzug gegen das Land Tummana zog der König Šuppiluliuma I. vom Fluss Marraššanda (Kızılırmak) auf den Berg Illuriya und übernachtete dort in der Stadt Wašḫaya. Dann brandschatzte er die Gebiete von Kiškilušša und Tarukka. Nachdem er noch weitere Städte zerstört hatte, darunter auch Šapidduwa, kam er in das Land Tummana.
Im Mythos des Schlangendämons Illuyanka besiegte dieser den Wettergott:
„Als der Wettergott und Illuyanka in Kiškilušša handgemein wurden, da besiegte Illuyanka den Wettergott.“
In der zweiten schlecht erhaltenen Stelle desselben Textes scheint die Göttin Inar dem König ihr „Haus der Woge“ in die Hand zu legen. Die Lage der Stadt ist unbekannt, muss aber in hattischem Gebiet im Norden des Hethitischen Reiches gelegen haben.

## Einzelbelege
1. ↑  Giuseppe F. del Monte, Johann Tischler: Die Orts- und Gewässernamen der hethitischen Texte: Répertoire Géographique des Textes Cunéiformes, Band 6. Reichert, Wiesbaden 1978: Kiškiluša, S. 210
2. ↑  Carlo Corti: The North: Hanhana, Hattena, Ištahara, Hakpiš, Nerik, Zalpuwa, Tummana, Pala and the Hulana River Land, in: Mark Weeden, Lee. Z. Ullmann (ed.): Hittite Landscape and Geography, Brill 2014, ISBN 978-90-04-34174-6. S. 230